# Odontelytrum abyssinicum
Odontelytrum abyssinicum är en gräsart som beskrevs av Eduard Hackel. Odontelytrum abyssinicum ingår i släktet Odontelytrum och familjen gräs. Inga underarter finns listade i Catalogue of Life.